# RadioLiveTheater

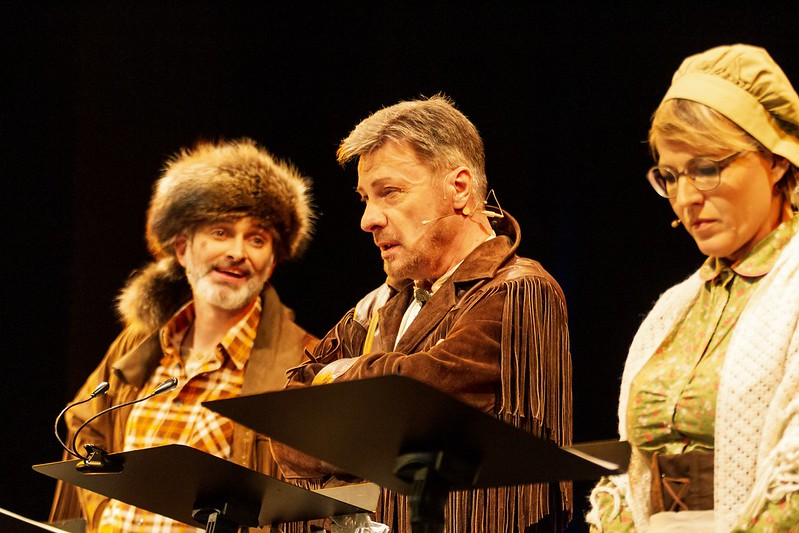
Live-Hörspiel: Old Shatterhand unter Kojoten

Das RadioLiveTheater (auch: hr2-RadioLiveTheater) ist ein deutsches Theaterensemble, das Live-Hörspiele und Leseinszenierungen mit Sprechern, Kostümen und Musik vor Publikum aufführt. Die Besonderheit sind die live auf der Bühne erzeugten Handlungs- und Bewegungsgeräusche sowie Klänge durch Geräuschemacher.

## Geschichte
Das RadioLiveTheater wurde 2012 in Kooperation mit dem Hessischen Rundfunk von einem Team aus Schauspielern, Autoren und Hörspielsprechern in Frankfurt am Main gegründet. Zunächst in Zusammenarbeit mit dem Hörfunkprogramm hr3, seit 2016 mit dem Rundfunkprogramm hr2-kultur. Rund 20 Mal pro Jahr werden sowohl Hörspiel- und Krimiklassiker (z. B. Sherlock Holmes nach Arthur Conan Doyle oder Der Hexer kehrt zurück nach Edgar Wallace), als auch neu geschriebene Eigenproduktionen der Genres Western (z. B. Old Shatterhand unter Kojoten) oder Comedy realisiert.

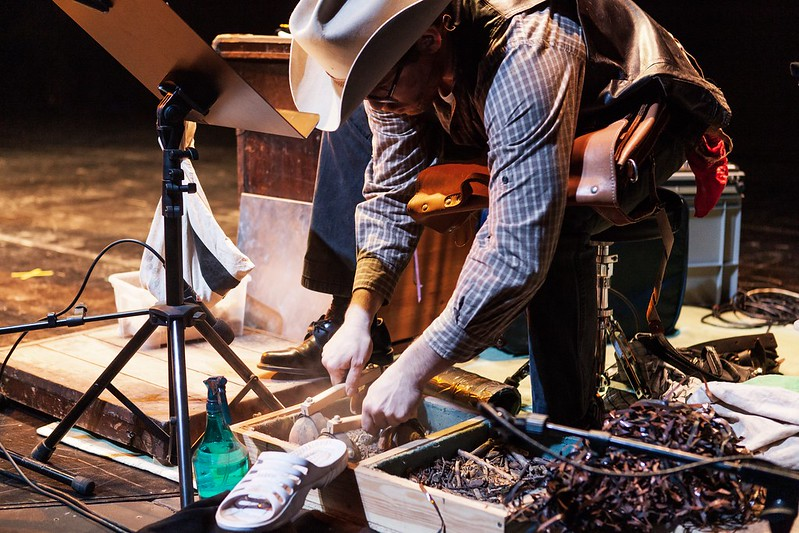
Geräuschemacher des RadioLiveTheaters

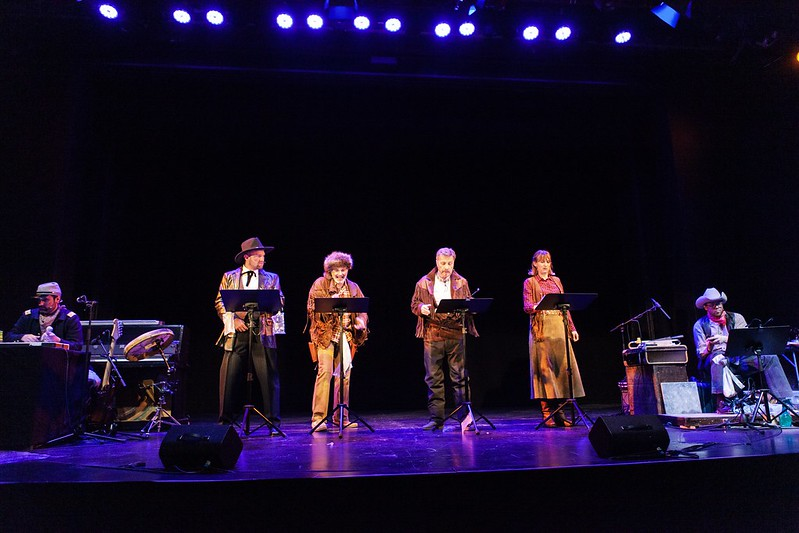
RadioLiveTheater Ensemble auf der Bühne

Nach dem Corona-Shutdown im Frühjahr 2020 war das RadioLiveTheater das erste Theaterensemble Deutschlands, das seinen Spielbetrieb wieder aufgenommen hat. Old Shatterhand unter Kojoten im Staatstheater Wiesbaden gilt als erstes nach dem Corona-Shutdown aufgeführte Ensemble-Theaterstück Deutschlands.

## Ensemble
Gründer des RadioLiveTheaters ist der Schauspieler und Hörspielsprecher Klaus Krückemeyer, der zusammen mit dem Wiesbadener Schauspieler Wolfgang Vater als Autor und Regisseur der Inszenierungen tätig ist. Das Ensemble setzt sich aus wechselnden Sprechern zusammen, regelmäßig haben auch prominente Schauspieler, Moderatoren und Synchronsprecher (u. a. Andrea Ballschuh, Jasna Fritzi Bauer, Daniel Boschmann, Jan Sosniok, Chris Pichler) Gastauftritte oder sind per Zuspielung zu hören (u. a. Jörg Bombach, Bärbel Schäfer, Oliver Rohrbeck).

## Produktionen
Seit 2013 inszeniert das RadioLiveTheater regelmäßig eigene Live-Hörspielproduktionen und Adaptionen bekannter Krimis und Western, sowie Comedy, z. B.:
- Sherlock und der Hund von Dartmoor (nach Arthur Conan Doyle)
- Der Hexer kehrt zurück (nach Edgar Wallace)
- Old Shatterhand unter Kojoten (Klaus Krückemeyer und Wolfgang Vater frei nach Motiven von Karl May mit Genehmigung des Karl May Verlages)
- Old Firehand[14] (Dirk Hardegen nach Karl May mit Genehmigung des Karl May Verlages)
- Nicci & Vicci und das Karpatenkalb (Klaus Krückemeyer, präsentiert von Hörspielproduzentin Heikedine Körting). Diese Produktion wurde am 7. September 2019 für die Hörspielmesse „Hörmich“[15] (u. a. mit Kerstin Draeger, Hans-Georg Panczak und Santiago Ziesmer) neu inszeniert. 2020 wurde sie für den Hessischen Rundfunk als Hörspiel produziert[16] und Ende März auf hr1 und hr2-kultur[17] ausgestrahlt, u. a. mit Dirk Hardegen, Katy Karrenbauer, Sonya Kraus, Gordon Piedesack und Santiago Ziesmer. Die Produktion wurde aus über 200 Hörspielen beim Publikumspreis „OhrCast“ zum Hörspiel des Jahres 2020 gewählt.[18]
- Ein Fall für Paul Temple (A Case for Paul Temple von Francis Durbridge; Übersetzung Dr. Georg Pagitz, Bearbeitung: Klaus Krückemeyer).[19] Das achtteilige Kriminal-Hörspiel „Ein Fall für Paul Temple“ (NWDR, 1951) gilt als das letzte nicht mehr verfügbare Hörspiel der erfolgreichen Paul-Temple-Reihe, welches in Deutschland produziert wurde.[20][21] Das RadioLiveTheater präsentiert seit 2021 eine ca. zweistündige lizenzierte Live-Hörspiel-Version als Tourneetheater-Produktion.[22]

## Diskographie
- 2019: Das Leiden vom Schlossberg: Die 25 besten Folgen der Radio Comedy-Serie zum 25. Jubiläum, Pop.de / Radio Siegen, ISBN 978-3-86212-175-5
- 2020: Nicci & Vicci und das Karpatenkalb - Ein Fall für die 2 ii-Pünktchen-Detektive, Fall: 00 (1 CD), Hörspiel des Jahres 2020 (OhrCast) - hr2-kultur, Pop.de, ISBN 978-3-86212-300-1
- 2022: Sherlock Holmes’ Geheimnis (2 CDs)[23] - Nach dem Theaterstück „The Secret of Sherlock Holmes“ (1988)[24] von Jeremy Paul. Erstmals seit der Uraufführung mit Jeremy Brett und Edward Hardwicke bringt das RadioLiveTheater in Zusammenarbeit mit Pop.de den Krimi exklusiv als Hörspiel auf CD raus.[25] Ausgezeichnet mit dem „Blauen Karfunkel 2024“ in der Kategorie Multimedia der Deutschen Sherlock-Holmes-Gesellschaft[26] - Pop.de, ISBN 978-3-86212-382-7, (Deutschsprachige Aufführungsrechte beim Theaterverlag Ahn & Simrock, Hamburg[27])
- 2023: Sherlock und der Hund von Dartmoor (1 CD) Nach 11 Jahren mit dem Live-Hörspiel auf Tour hat das RadioLiveTheater seine Version von Arthur Conan Doyles „The Hound of the Baskervilles“ als Hörspiel umgesetzt[28] - Pop.de, ISBN 978-3-86212-536-4